# George Byers
George Byers (29 mei 1996) is een Schots voetballer die bij voorkeur als middenvelder speelt. Hij stroomde in 2014 door vanuit de jeugd van Watford. 
Byers werd op zevenjarige leeftijd opgenomen in de jeugd van Watford. Hier tekende hij in mei 2014 zijn eerste profcontract, om op 17 januari 2015 zijn debuut te maken in het eerste elftal. Hij verving die dag in de 82ste minuut Ikechi Anya vervangen in een wedstrijd tegen Charlton Athletic. 
In 2012 speelde Byers drie wedstrijden in het Schots voetbalelftal onder 17. 

## Clubstatistieken
| Seizoen | Club    | Competitie   | Competitie | Competitie | Beker | Beker | Internationaal | Internationaal | Totaal | Totaal |
| Seizoen | Club    | Competitie   | Wed.       | Dlp.       | Wed.  | Dlp.  | Wed.           | Dlp.           | Wed.   | Dlp.   |
| ------- | ------- | ------------ | ---------- | ---------- | ----- | ----- | -------------- | -------------- | ------ | ------ |
| 2014/15 | Watford | Championship | 1          | 0          | 0     | 0     | —              | —              | 1      | 0      |
| Totaal  | Totaal  | Totaal       | 1          | 0          | 0     | 0     | 0              | 0              | 1      | 0      |

Bijgewerkt op 28 september 2015.
1 Bachmann ·
2 Ngakia ·
3 Sierralta ·
5 Porteous ·
6 Pollock ·
7 Ince ·
8 Tsjakvetadze ·
10 Louza ·
11 Vata ·
12 Sema ·
13 Almeida ·
14 Dwomoh ·
15 Tikvić ·
16 Keben ·
17 Sissoko  ·
18 Jebbison ·
19 Bayo ·
20 Doumbia ·
21 Ogbonna ·
22 Morris ·
23 Bond ·
24 Dele-Bashiru ·
34 Baah ·
36 Ebosele ·
37 Larouci ·
39 Kayembe ·
45 Andrews ·
Coach: Cleverley